# Bet Jisra’el

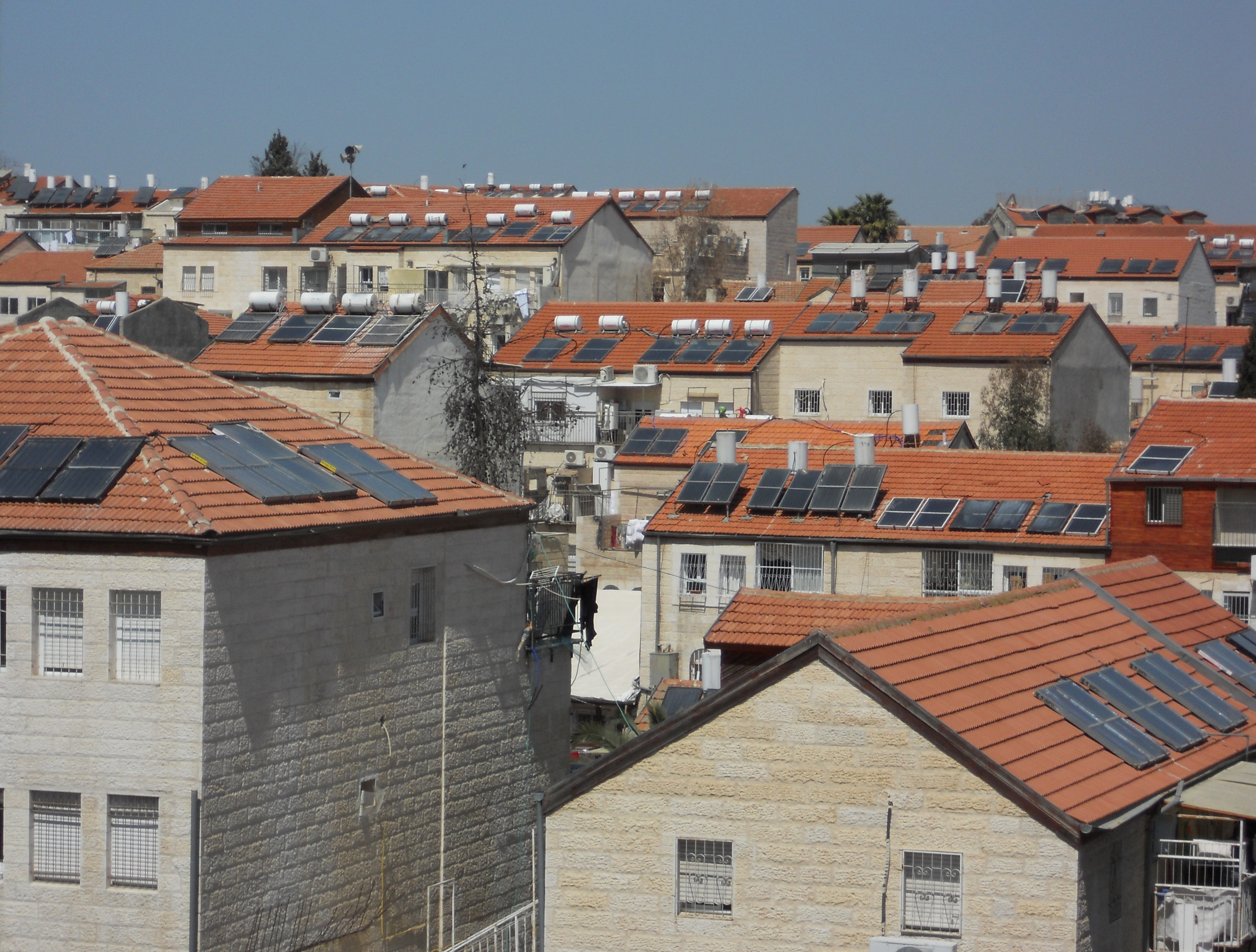

Bet Jisra’el (hebr. בית ישראל; pol. Dom Izraela) – osiedle mieszkaniowe w Jerozolimie w Izraelu, znajdujące się na terenie Zachodniej Jerozolimy.

## Położenie
Osiedle leży w północnej części miasta. Na północy znajduje się osiedle Arze ha-Bira, na zachodzie Bucharim, Kerem Awraham i Ge’ula, na południu Me’a Sze’arim i Batte Ungarin, a na wschodzie Bab az-Zahira i Ha-Moszawa ha-Amerika’it.

## Historia
Osiedle powstało w 1880 jako mieszkanie dla ubogich ultra-ortodoksyjnych Żydów. Wielu z jej mieszkańców pochodziło z sąsiedniego osiedla Me’a Sze’arim. Dlatego pierwotnie osiedle nazywało się Me’a Sze’arim ha-Hadasza (hebr. מאה שערים החדשה). W 1900 w osiedlu było już sześćdziesiąt domów i dwie synagogi.
Podczas I wojny izraelsko-arabskiej w 1948 na skraju osiedla doszło do bitwy o Bramę Mandelbauma (9-19 lipca). Po wojnie wzdłuż wschodniej granicy osiedla przebiegała granica pomiędzy izraelską a jordańską strefą miasta, a Brama Mandelbauma była pierwszym przejściem granicznym pomiędzy Izraelem a Jordanią.

### Terroryzm
W dniu 2 marca 2002 w osiedlu doszło do samobójczego zamachu terrorystycznego, w którym zginęło 11 osób, a ponad 50 zostało rannych.